# Giuseppe Felice (militare)
Giuseppe Felice (Cerda, 1920 – Zona di Kodra Luges, 15 aprile 1941) è stato un militare italiano, insignito della medaglia d'oro al valor militare alla memoria nel corso della seconda guerra mondiale.

## Biografia
Nacque a Cerda, provincia di Palermo, nel 1920, figlio di Antonio e Carmela Riolini. Di professione venditore ambulante, nel marzo 1939 fu chiamato a prestare servizio militare di leva nel Regio Esercito, assegnato all'arma di cavalleria. Incorporato dapprima nel Reggimento "Cavalleggeri di Monferrato" (13º), l'anno successivo fu trasferito al Reggimento "Cavalleggeri Guide" (19º) mobilitato sulla frontiera albanese–jugoslava. Il 10 marzo 1941, sbarcato a Valona, raggiunse il suo reggimento entrando subito in zona di operazioni, assegnato al 1º Squadrone. Cadde in combattimento nella zona di Kodra Luges il 15 aprile 1941,  venendo insignito della medaglia d'oro al valor militare alla memoria.

### Fonti
1. 1 2 3  Combattenti Liberazione.
2. 1 2 3  Gruppo Medaglie d'Oro al Valor Militare 1965, p. 655.
3. ↑   Felice, Giuseppe Medaglia d'oro al valor militare, su quirinale.it, Quirinale. URL consultato l'11 luglio 2021.